# Schochenspitze
Schochenspitze är en bergstopp i Österrike.   Den ligger i distriktet Reutte och förbundslandet Tyrolen, i den västra delen av landet, 400 km väster om huvudstaden Wien. Toppen på Schochenspitze är 2 069 meter över havet, eller 184 meter över den omgivande terrängen. Bredden vid basen är 1,5 km.
Terrängen runt Schochenspitze är bergig söderut, men norrut är den kuperad. Runt Schochenspitze är det ganska glesbefolkat, med 26 invånare per kvadratkilometer.. Närmaste större samhälle är Reutte, 14,8 km öster om Schochenspitze. 
I omgivningarna runt Schochenspitze växer i huvudsak blandskog.